# アントニオ・ゴメス
アントニオ・ゴメス（Antonio Gómez、1945年9月7日 - ）は、ベネズエラ出身の男性プロボクサー。元WBA世界フェザー級チャンピオン。クマナ生まれ。
ペドロ・ゴメスを兄に持つ。

## 来歴
アマチュアで好成績を残して1967年にプロに転向。
1971年9月2日、兄の挑戦を退けた因縁の西城正三が持つWBA世界フェザー級王座に挑戦、5回KO勝ちでタイトルを獲得。
ラウル・マルチネス・モラを7回KOして初防衛に成功したが、1972年8月19日に行われた二度目の防衛戦で、パナマのエルネスト・マルセルのスピードについていけず、王座から陥落した。
ノンタイトル戦では若き日のエステバン・デ・ヘススやアントニオ・セルバンテスを破った実力の持ち主だったが、王者としては短命に終わった。

## 通算戦績
40勝（18KO）5敗1引分け